# Agama boulengeri
Agama boulengeri е вид влечуго от семейство Agamidae. Видът е незастрашен от изчезване.

## Разпространение
Разпространен е в Мавритания и Мали.

## Описание
Популацията на вида е стабилна.